# Martín Vizcarra
Martín Alberto Vizcarra Cornejo (Lima, 22 marzo 1963) è un politico peruviano, Presidente della Repubblica del Perù dal 23 marzo 2018 al 9 novembre 2020.

## Biografia
Si è laureato in ingegneria civile presso l'Università nazionale di ingegneria.

### Politica
È stato Governatore della Regione di Moquegua per il Movimento Gobierno Regional por Ti (2011-2014), Ministro dei Trasporti e delle Comunicazioni (2016-2017) e ambasciatore in Canada (2017-2018). Nel 2016, è stato eletto vicepresidente del Perù alle elezioni generali del 2016, vinte da Pedro Pablo Kuczynski, che al ballottaggio del 5 giugno sconfisse la candidata Keiko Fujimori (figlia del dittatore Alberto Fujimori, rimasto al potere dal 1990 al 2000).
In seguito alle accuse di corruzione che hanno portato alle dimissioni di Kuczynski, Vizcarra è subentrato come presidente della Repubblica il 23 marzo 2018.
Proprio la corruzione, endemica in Perù (come dimostrato dallo Scandalo Odebrecht), ha portato alla proposta di un referendum da parte di Vizcarra, per richiedere al Congresso l'approvazione di riforme in merito. Il 9 dicembre 2018 i quesiti referendari, riguardanti la riforma della Corte Costituzionale (le cui nomine erano solo prerogativa del Congresso), la regolamentazione del finanziamento ai partiti e il divieto di rielezione immediata dei parlamentari, furono approvati dagli elettori peruviani a larghissima maggioranza.
Il Congresso - controllato dall'opposizione, formata dai fujimoristi di Fuerza Popular e APRA - si è però rifiutato per mesi di approvare tali riforme. Vizcarra ha annunciato allora lo scioglimento del Congresso, che ha reagito dichiarandolo sospeso per un anno dalla presidenza "per incapacità temporanea" e nominando la sua vice Mercedes Aráoz come nuova presidente. Il Governo peruviano si è rifiutato però di riconoscere questo atto, considerandolo emanato da un corpo legislativo al momento chiuso.
Il Perù è entrato dunque in una fase di crisi istituzionale, con l'Assemblea nazionale dei governatori regionali, i capi del comando congiunto delle Forze armate peruviane e il comandante della Polizia nazionale che hanno annunciato il loro sostegno al Presidente.
L'11 settembre 2020, con 65 voti favorevoli, il Parlamento avvia una procedura di impeachment contro Vizcarra, accusato di aver cercato di ostacolare un'indagine per corruzione nei suoi confronti. Il successivo 9 novembre viene sfiduciato dal Parlamento con una mozione votata da 105 membri per “incapacità morale”, un termine vago risalente al XIX secolo., in relazione a uno scandalo risalente al 2014.
La rimozione di Martín Vizcarra (accusato senza effettive prove di corruzione e in assenza di una formale inchiesta) è stata vista come un colpo di Stato da molti peruviani, analisti politici e organi di stampa nel paese ed ha scatenato immediatamente grandi proteste popolari. Il 10 novembre, Manuel Merino, suo oppositore, in quanto presidente del Congresso peruviano, è diventato nuovo presidente del Perù, in virtù della linea di successione stabilita dalla Costituzione peruviana.
Dopo l'insediamento, Manuel Merino ha formato un governo di estrema destra, con il sostegno degli ammiragli della Marina peruviana.